# Cosmetra
Cosmetra là một chi bướm đêm thuộc phân họ Olethreutinae trong họ Tortricidae.

## Các loài
- Cosmetra anthophaga Diakonoff, 1977
- Cosmetra rythmosema Diakonoff, 1992